# EasyLanguage
EasyLanguage是TradeStation证券公司所开发的专属编程语言，并内建于TradeStation交易平台上。该语言主要被用来建立金融图表上的客制化指标，以及建立金融市场的演算法交易逻辑。外部的动态链接库可以透过EasyLanguage调用，大幅延伸其功能。
EasyLanguage被设计来让未曾受过专业计算机程序开发训练的交易员，也能够轻松建立客制化交易策略，因此语言大多由一般具可读性的英文单字所组成，使得EasyLanguage较一般计算机程序语言更加容易学习。
举例来说：如果我们的策略是「如果结算价格比一天前的最高价格更高，就以市价委托单买进100股」，EasyLanguage的写法为：「if the Close > the High of 1 day ago then Buy 100 shares next bar at market;」
虽然EasyLanguage被设计来给 TradeStation使用，其他的交易平台逐渐开始支持用EasyLanguage写成的脚本语言，以增加与TradeStation的相容性。在众多高端的自动化交易系统中，Multicharts从各种方面来说的支持度最广泛。值得一提的是，Multicharts所使用的专属脚本语言叫PowerLanguage，不但极为相似、而且全数相容于EasyLanguage 。